# Старокузяково
Старокузя́ково (рос. Старокузяково, башк. Иҫке Күзәк) — присілок у складі Аургазинського району Башкортостану, Росія. Входить до складу Ішлинської сільської ради.
Населення — 362 особи (2010; 443 в 2002).
Національний склад:
- татари — 92%